# Osztrák költők, írók listája
Ez a lista a legismertebb osztrák írók, költők névsorát tartalmazza betűrendben, évszámmal ellátva:
| Ábécé szerinti tartalomjegyzék                      |
| --------------------------------------------------- |
| A B C D E F G H I J K L M N O P Q R S T U V W X Y Z |

## A
- Friedrich Achleitner (1930–) , építész
- Karl Adam (1876–1944)
- Moritz Adler (1831–1905)
- Paul Adler (1878–1946) ,
- Karl Adolph (1869–1931)
- Ilse Aichinger (1921–2016)
- Josef Allram (1860–1941) ,
- Peter Altenberg (1859–1919) ,
- Jean Améry (1912–1978)
- Alfred Amschl (1852–1926)
- Ernst Angel (1894–1986) , , pszichológus
- Johann Anzengruber (1810–1844)
- Ludwig Anzengruber (1839–1889)
- Hans Carl Artmann (1921–2000) ,
- Cornelius Hermann von Ayrenhoff (1733–1819) , katona
- Leopold von Adrian-Werbung (1875–1951) ,

## B
- Ingeborg Bachmann (1926–1973) költő
- Hermann Bahr (1863–1934) író, drámaíró
- Otto Basil (1901–1983) író, újságíró
- Wolfgang Bauer (1941–2005) író, drámaíró
- Eduard von Bauernfeld (1802–1890) költő
- Karl Bednarik (1915–2001) író, festő
- Johann Beer (1655–1700) író, zeneszerző
- Richard Beer-Hofmann (1866–1945) költő, drámaíró, elbeszélő
- Benedict Móric (1835–1920) író
- Johann Nepomuk Berger (1816–1870) író
- Thomas Bernhard (1931–1989) író, drámaíró, költő
- Alois Blumauer (1755–1798) író
- Alois Brandstetter (*1938) író, nyelvész
- Johann Heinrich Gottfried von Bretschneider (1739–1810) író
- Thomas Brezina (*1963) gyerekkönyvszerző, ifjúsági író, televíziós bemondó
- Hermann Broch (1886–1951) író
- Max Brod (1884–1968) író, zeneszerző, újságíró
- Arnolt Bronnen (1895–1959) író
- Ferdinand Bronner (1867–1948) író, drámaíró
- Ferdinand Bruckner (1891–1958) író, drámaíró, költő
- Karl Bruckner (1906–1982) író
- Wernher Bruder (1190 körül – 1250 körül) vándorköltő
- Rudolf Brungaber (1901–1960) író
- Sebastian Brunner (1814–1893) író, teológus
- Günter Brus (1938–2024) író, képzőművész
- Fritz Brügel (1897–1955) író
- Max Eugen Burckhard (1854–1912) író
- Erhard Buschbeck (1889–1960)
- Paul Busson (1873–1924)
- Christine Busta (1915–1987) költő
- Gerald Bisinger (1936-1999)

## C
- Elias Canetti (1905–1994) író
- Ignaz Franz Castelli (1781–1862) költő, drámaíró
- Egmont Colerus (1888–1939) író

## D
- Dankovszky Gergely Alajos (1784–1857) író
- Michael Denis (1729–1800) költő
- Heimito von Doderer (1896–1966) író

## E
- Ferdinand Eberl (1762–1805) író, színész
- Klaus Ebner (*1964) író
- Marie Ebner Eschenbach (1830–1916) író
- Gustav Ernst (*1944) író, drámaíró

## F
- Franz Michael Felder (1839–1869) író
- Ernst Fischer (1899–1972) író, esztéta, újságíró
- Franzobel (eredeti nevén Franz Stefan Griebl, *1967) író
- Alfred Hermann Fried (1864–1921) Nobel-békedíjas (1911) író
- Erich Fried (1921–1988) író, költő
- Egon Friedell (1878–1938) író, újságíró, színész

## G
- Franz Grillparzer (1791–1872) költő
- Karl-Markus Gauß (*1954) író, esszéíró
- Rudolf von Geyer-Geyersperg (1879–1960)
- Thomas Glavinic (*1972) író
- Paula Grogger (1892–1984) író
- Norbert Gstrein (*1961) író
- Alice Gurschner (1969–1944)

## H
- Wolf Haas (*1960) detektívregény-író
- Friedrich Halm (1806–1871) író, költő, drámaíró
- Robert Hamerling (1830–1889) költő
- Peter Handke (*1942) író, drámaíró
- Norbert Hanrieder (1842–1913) költő, pap
- Marlen Haushofer (1920–1970) író
- Theodor Herzl (1860–1904) író, drámaíró, politikus
- Fritz Hochwälder (1911–1986) drámaíró
- Hugo von Hofmannsthal (1874–1929) író, drámaíró
- Ödön von Horváth (1901–1938) író, drámaíró

## I
- Franz Innerhofer (1944–2002) író

## J
- Ernst Jandl (1925–2000) író, költő, műfordító
- Elfriede Jelinek (*1946) – Nobel-díjas (2004) író, drámaíró

## K
- Franz Kafka (1883–1924) író
- Carl Adam Kaltenbrunner (1804–1867) költő, író
- Karl Ludwig Ferdinand Kerstan (1847–1922) festő, író
- Egon Erwin Kisch (1885–1948) író, újságíró
- Leonhard Kohl von Kohlenegg (1834–1875) író, színész
- Karl Kraus (1874–1936) költő, esszéíró, drámaíró
- Anton Kuh (1890–1941) író, újságíró
- Margret Kreidl (*1964) – szerző

## L
- Christine Lavant (1915-1973) költő, elbeszélő
- Nikolaus Lenau (1802–1850) költő
- Alexander Lernet-Holenia (1897–1976) író, költő, drámaíró
- Cvetka Lipuš (*1966) költő
- Rudolf Lothar (1865-1943) író

## M
- Lene Mayer-Skumanz (*1939) író
- Rosa Mayreder (1858–1938) író
- Friederike Mayröcker (1924–2021) író
- Eva Menasse (*1970) író, újságíró
- Robert Menasse (*1954) író, újságíró
- Gustav Meyrink (1868–1932) író, drámaíró, műfordító, bankár
- Felix Mitterer (*1948) drámaíró, színész
- Frederic Morton (1924–2015) író, újságíró
- Robert Musil (1880–1942) író

## N
- Sabina Naber (*1965) forgatókönyvíró, színész, rendező
- Günther Nenning (1921–2006) újságíró
- Johann Nepomuk Eduard Ambrosius Nestroy (1801–1862) drámaíró, színész, operaénekes
- Anton Nikolowsky (1855–1916)
- Johann Nordmann (1820–1887)
- Christine Nöstlinger (1936–2018) ifjúsági író

## O
- Aurelie Obermayer (1845–1922)

## P
- Leo Perutz (1882–1957) író, matematikus
- Andreas P. Pittler (*1964) író

## R
- Doron Rabinovici (*1961) író, esszéíró, történész
- Ferdinand Raimund (1790–1836) író, drámaíró
- Joseph Rank (1816–1896) író
- Christoph Ransmayr (*1954) író
- Neidhart von Reuenthal (XIII. század első fele) minnesänger
- Peter Rosegger (1843–1918) író
- Therese Rie (1878–1934)
- Rainer Maria Rilke (1875–1926) író, költő
- Joseph Roth (1894–1939) író

## S
- Ferdinand von Saar (1833–1906) író, drámaíró, költő
- Leopold von Sacher-Masoch (1836–1895) író, újságíró
- Felix Salten (1869–1945) író
- Robert Schindel (*1944) író
- Robert Schneider (*1961) író
- Arthur Schnitzler (1862–1931) író, orvos
- Barbara Schurz (*1973) író, festő
- Werner Schwab (1958–1994) drámaíró
- Johanna Sebauer (1988–)
- Ernst Sommer (1888–1955)
- Jura Soyfer (1912–1939) kabaréíró, újságíró
- Otto Soyka (1882–1955) író, újságíró
- Manès Sperber (1905–1984) író, esszéíró, pszichológus
- Fritz Spiegl (1926–2003) újságíró, humorista, zenész
- Hilde Spiel (1911–1990) író, újságíró
- Ottokar Stauf von der March (1868–1941)
- Rudolf Steiner (1861–1925) drámaíró, irodalomtudós, filozófus
- Heinrich Steinfest (*1961) krimiíró
- Franz Stelzhamer (1802–1874) író, költő
- Adalbert Stifter (1805–1868) író, festő, pedagógus
- Bertha von Suttner (1843–1914) Nobel-békedíjas (1905) író
- Richard Schaukal (1874–1942) költő, elbeszélő és esszéista

## T
- Carl Techet (1877–1920)
- Michael Marcus Thurner (*1963) sci-fi-író
- Friedrich Torberg (1908–1979) író, esszéíró, forgatókönyvíró
- Georg Trakl (1887–1914) költő
- Peter Turrini (*1944) író

## U
- Ulrich von Lichtenstein (1200 – 1278) minnesänger

## V
- László Varvasovszky (1947) gyermekkönyv-szerző

## W
- Karl Heinrich Waggerl (1897–1973) író
- Franz Werfel (1890–1945) író, drámaíró, költő
- Oswald von Wolkenstein (1376 vagy 1377 – 1445) költő, zeneszerző, diplomata
- Berthold Viertel (1885–1953)  költő, elbeszélő és színpadi szerző
- Josef Weinheber (1892–1945)  költő, elbeszélő és esszéista
- Marianne von Willemer (1784–1860)  költőnő
- Walther von der Vogelweide (1170–1230)  minnesänger

## Z
- Joseph Christian von Zedlitz (1790–1862) drámaíró, epikus költő
- Stephan Zweig (1881–1942) író, drámaíró, újságíró, életrajzíró